# Bronisław
Bronisław o Branislav, Bronislao - es un nombre propio masculino de origen Eslavo, su significado: "broni/brani" (defienda, proteja) y  “sław / slav” (fama, gloria).

## Personajes
- Branislav Bajić, un jugador profesional de fútbol serbio
- Branislav Ivanović,  un futbolista serbio
- Branislav Jovanović, un futbolista serbio
- Bronisław Geremek, fue un importante historiador de la pobreza europea y un destacado político ya en su madurez
- Bronisław Huberman, un violinista polaco de origen judío
- Bronisław Komorowski, un político polaco , Presidente de Polonia
- Bronisław Malinowski, fue el refundador de la antropología social británica
- Bronisław Markiewicz, un religioso y sacerdote polaco, fundador de la Congregación de San Miguel Arcángel
- Branislav Nušić, fue un novelista, dramaturgo y ensayista serbio
- Branislav Obžera, un futbolista eslovaco